# Chaula
Chaula (arabisch خولة, DMG Ḫaula), in anderen Schreibweisen auch Khaula, Khawla, Khawlah, Khola, ist ein femininer arabischer Vorname. 

## Varianten
Da für den Buchstaben خ (Chā') im normalen lateinischen Alphabet kein entsprechender Buchstabe besteht, kommt es zu verschiedenen Schreibweisen des Namens, wobei bedingt durch den globalen Einfluss des Englischen vor allem Varianten wie Khaula, Khawla und Khawlah verwendet werden. Die Variante Khola ist durch das persische  wie ein O klingendes, nasale A geprägt. 

## Bekannte Namensträgerinnen
- Khawla Armouti, jordanische Politikerin und Ministerin für soziale Entwicklung
- Khawlah bint al-Azwar, gest. 639, bekannte muslimische Kriegerin
- Khawla Dunia, syrische Autorin und Journalistin

- Khawlah bint Hakim, Gefährtin des Propheten Muhammad
- Khola Maryam Hübsch, deutsche Journalistin
- Khawlah bint Dscha'far (Khawla al-Hanafiyya), Ehefrau von Ali ibn Abi Talib
- Zainab Khawla, syrische Politikerin
- Khawla al-Khuraya, geb. 1973, saudische Ärztin und Professorin für Pathologie
- Khawla al-Qazwini, kuwaitische Autorin
- Khawla bint Tha'labah, Gefährtin des Propheten Muhammad
- Khawla Hamdan al-Zahiri, geb. 1969, omanische Autorin